# 广州管圆线虫病
广州管圆线虫病属食源性寄生虫病，是由于广州管圆线虫（學名：Angiostrongylus cantonensis，又稱廣東住血線蟲或廣口源線蟲）寄生在人体中枢神经或脑脊液中所致，主要流行于中国南方及东南亚地区。生吃或进食未熟透的寄生有广州管圆线虫的水产品后即可感染广州管圆线虫病，主要是螺类，也包括虾、蟹等产品。病例分散，容易感染，发病率、死亡率不高，可治愈。1984年，中国第一例广州管圆线虫病在广州发现。
该病的主要表现为嗜酸性粒细胞增多性脑膜炎或脑膜脑炎。症状有头痛、发热、颈部强硬、面部神经瘫痪等，严重者可致痴呆，甚至死亡。
广州管圆线虫是在鼠类的心、肺部寄生的线虫，舊属後圓線蟲科，今屬住血線蟲科。主要中间宿主是福寿螺。最早在1935年由中國寄生蟲學家陳心陶在广州捕捉到的老鼠身上发现，故名。现在于澳大利亚、西南太平洋、夏威夷、南亚、东南亚、马达加斯加、日本、台湾、埃及、科特迪瓦、印度、萨摩亚、斐济、古巴、加勒比海地区、波多黎各及美国东南部均有发现。

## 新闻事件
2006年7月中旬起，北京开始有少数市民感染广州管圆线虫病。
8月18日，北京确诊23例广州管圆线虫病。及后，北京市卫生局启动对广州管圆线虫病的症状监测，要求医院每日一报。指定北京市友谊医院为定点医院。
8月21日，确诊病例增至50例。
8月22日，北京市食品安全监督协调办公室发布暂停购进、销售福寿螺的市场控制指令。
8月25日，中华人民共和国卫生部发布《卫生部办公厅关于加强水产品监督管理工作的紧急通知》。
8月26日，确诊病例增至88例。此前共有2人自愈，3人病愈出院。16例病重，无死亡病例。

## 外部連結
- 台灣大學醫學系學習資源網 （页面存档备份，存于）